# フォン・ノイマン環
フォン・ノイマン環（ふぉんのいまんかん、von Neumann algebra）とは、ヒルベルト空間上の有界線型作用素たちのなす C*-環のうちで恒等作用素を含み作用素の弱収束位相について閉じているもののことである。一般の C*-環と並ぶ作用素環論の主要な研究対象であり、理論の創始者の一人ジョン・フォン・ノイマンにちなんでこの名前がついている。可換なフォン・ノイマン環の重要な例として、σ-有限な測度空間 X 上の L∞ 級関数全体のなす環があげられる。

## 定義
H をヒルベルト空間、B(H) を H 上の有界線型作用素全体のなす C*-環とする。B(H) の部分 C*-環 M は次の二つの条件を満たすとき（H 上の）フォン・ノイマン環とよばれる。
1. M は H 上の恒等作用素を含む。
2. M は作用素の弱収束位相（H 上の弱位相が導く各点収束の位相）について閉じている。つまり、B(H) を H 上の連続な半双線型形式の空間と同一視（(x, y) を H における内積とするとき、作用素 T に対し半双線型形式 (x, y) →  (Tx, y) を対応させる）したときの各点収束位相について閉じている。

Mが上記の第二の条件のみを満たすときは、Hのある閉部分空間KについてKの上への射影子がMの乗法単位元になっていて、MをK上のフォン・ノイマン環と見なすことができる。
C*-環 A で、あるフォン・ノイマン環と同型であるようなものは W*-環 (W*-algebra) とよばれる。

### フォン・ノイマン環の特徴づけ
フォン ノイマンの再交換団定理 (bicommutant theorem) によって、ヒルベルト空間 H 上のフォン・ノイマン環について次の二種類の特徴づけができる。
1. 作用素の強収束位相（H 上のノルム位相から導かれる各点収束位相）について閉じていて、恒等作用素を含むような B(H) の部分 *-環
2. B(H) の任意の部分集合 X に対してその交換団（commutant） {y ∈ B(H) | ∀x ∈ X : xy = yx} を X′ と書くことにするとき、M = M′′ かつ対合について閉じているもの

W*-環は、C*-環のうちバナッハ空間の双対になっているようなものとして特徴づけられる。このバナッハ空間は各W*-環に対して一意に決まる(後述のpredual)。

### σ-弱収束位相
Mをヒルベルト空間H上のフォン・ノイマン環とする。作用素の弱収束位相について連続な線型形式とは T → (T x, y) （x, y ∈ H）の形の線型形式たちの（有限項の）一次結合である。これらの線型形式たちが Mの双対M*の中で張る閉部分空間 M*は Mの前双対（predual）とよばれる。標準的なペアリングによって M は M* の双対空間と同一視される。この、M*とのペアリングによる M 上の弱収束位相はσ-弱収束位相（σ-weak topology）とよばれる。
M と N がフォン・ノイマン環のとき、M から N への *-準同型 f で作用素のσ-弱収束位相について連続であるようなものは正規（normal）な *-準同型ともいわれる。正規な*-準同型の像は作用素の弱収束位相でとじている。フォン・ノイマン環の間の *-準同型には正規でないものも存在する。とくに H が無限次元ヒルベルト空間のとき、B(H) の部分 C*-環 A が W*-環であったとしても、それが H 上のフォン・ノイマン環であるとは限らない。

## 非可換な測度空間
可分なヒルベルト空間上の可換フォン・ノイマン環とは L∞ 関数環だと見なせるが、一方でL∞ 関数環からは（零測度集合を無視するかぎり）元の空間の可測集合が「復元」できる。さらにσ-弱連続な線型形式たちはL1関数（あるいはもとの測度に対して絶対連続な複素測度）を表していると考えられる。したがって一般のフォン・ノイマン環は測度空間のある種の変形を表していると考えることができる。実際、エゴロフの定理、ルジンの定理など測度論の諸定理が可換とは限らないフォン・ノイマン環について有効な言明に置き換え証明できる。また、葉層など「歪んだ」空間上の測度論も非可換なフォン・ノイマン環によって表現できる。

## 構造の分類
フォン・ノイマン環（あるいは W*-環） M の射影子たちの間に順序関係 e ≤ f ≡ ef = e を考えるとき、M の射影子全体の集合は完備束をなす。この射影子束の構造をもちいて I, II, III 型のフォン・ノイマン環が定義される（より細かい II1, II∞ 型などの分類もある）。任意のフォン・ノイマン環 M についてフォン・ノイマン環 MI, MII, MIII でそれぞれ I, II, III 型であるものが同型をのぞき一意に定まり、M は MI - MIIIの直和と同型になる。

### 因子
フォン・ノイマン環 M で、その中心 M ∩ M′ が単位元（恒等作用素）の張る C 上一次元の部分空間になっているものは因子（factor）とよばれる。因子とは W*-環の直和への分解が自明なものに限るようなフォン・ノイマン環のことである。可分なヒルベルト空間{\displaystyle H}上の任意のフォン・ノイマン環は因子の直積分（direct integral）に分解できる。

## フォン・ノイマン環の構成
B(H)
H をヒルベルト空間とするとき B(H) は I 型のフォン・ノイマン環で、因子でもある。逆に任意の I 型因子はある B(H) に同型になる。
L∞
μ をパラコンパクト空間 X 上のラドン測度とする。L∞(X, μ) の任意の元 φ は、ヒルベルト空間 L2(X, μ) 上の有界線型作用素 Mφ: f → φ.f と同一視できる。このとき L∞(X, μ) は L2(X, μ) 上の可換なフォン・ノイマン環になる。逆に、可分なヒルベルト空間上の可換フォン・ノイマン環はこのタイプのものと同型になる。
群フォン・ノイマン環
G を局所コンパクト群、μ を G の右ハール測度とする。G の任意の元 g はヒルベルト空間 L2(G, μ) 上のユニタリ作用素 ug: f → f(–.g) と同一視できる。{ug | g ∈ G} を含むような L2(G, μ) 上のフォン・ノイマン環のうちで最小のものは G の群フォン・ノイマン環とよばれる。G が有限群（離散位相によってコンパクト群とみなす）のとき、G の群フォン・ノイマン環は G の（C 上の）群環 C[G] と同型になる。
葉層のフォン・ノイマン環
Vを可微分多様体、(V, F) をV上の葉層構造でほとんど全ての葉が自明なホロノミーを持つものとする。このとき、それぞれの葉 l の上で、自乗可積分な半密度（half density）は「反変的なエルミートバンドル」を定める。その切断たちは「局所座標系によらない」ヒルベルト空間 L2(l) をなす。各葉 l に対し L2(l) 上の有界線型作用素 ql を対応させる写像 q のうちで一定の「有界性」および「可測性」を満たすもののなす代数をフォン・ノイマン環と見なすことができる。こうして構成される葉層のフォン・ノイマン環 W(V, F) について、その中心は葉の空間 X の、通常の位相空間の商空間としての測度構造を表現している。
二つのフォン・ノイマン環のテンソル積
M と N がそれぞれヒルベルト空間 H および K 上のフォン・ノイマン環のだとする。ヒルベルト空間のテンソル積 H ⊗ K 上の有界線型作用素 S ⊗ T （S ∈ M、T ∈ N）たちによって生成されるフォン・ノイマン環 M ⊗ N はMとNの（フォン・ノイマン環）としてのテンソル積とよばれる。
群作用から導かれる接合積
A がヒルベルト空間 H上の可換フォン・ノイマン環、局所コンパクト群GがA上に左から作用しているとする。Aの表現πとGのユニタリ表現 uで、u(g)π(a)u(g)* = π(g.a) を満たす普遍的なフォン・ノイマン環が次のように構成され、AとGの（このGの作用に関する）接合積（crossed product）とよばれる：Gのユニタリ表現μ をG の右ハール測度とするとき、ヒルベルト空間のテンソル積 H ⊗ L2(G, μ) は G上のH値自乗可積分関数の空間 L2(G, μ ; H) と見なせる。群フォンノイマン環と同様にしてこの上にGのユニタリ表現uが得られる。Aの表現πを(π(a).f)(g) = (g-1.a).f(g)によって与え、π(A)とu(G)によって生成されるフォン・ノイマン環をAとGの接合積とする。

## 他の分野への応用
表現論、結び目理論、トポロジー、統計力学、確率論、共形場理論、場の量子論